# British Motor Cars Invitational 1972
British Motor Cars Invitational 1972, також відомий під назвою BMC Invitational, — жіночий тенісний турнір, що проходив на закритих кортах з килимовим покриттям Civic Auditorium у Сан-Франциско (США). Відбувсь удруге і тривав з 12 січня до 15 січня 1972 року. Перша сіяна Біллі Джин Кінг здобула титул в одиночному розряді, свій другий підряд на цьому турнірі, й заробила 3,4 тис. доларів.

## Фінальна частина

### Одиночний розряд
Біллі Джин Кінг —  Керрі Мелвілл 7–6(5–0), 7–6(5–2)

### Парний розряд
Розмарі Казалс /  Вірджинія Вейд —  Франсуаза Дюрр /  Джуді Далтон 6–3, 5–7, 6–2

## Розподіл призових грошей
| Дисципліна       | П      | F      | 3-тє   | 4-те   | ЧФ   | 1/8  |
| Одиночний розряд | $3,400 | $2,200 | $1,500 | $1,200 | $700 | $350 |